# Bohorodtchany
Bohorodtchany (en ukrainien : Богородчани ; en russe : Богородчаны, Bogorodtchany ; en polonais : Bohorodczany) est une commune urbaine de l'oblast d'Ivano-Frankivsk, en Ukraine. Sa population s'élevait à 8 000 habitants en 2024.

## Géographie
Bohorodtchany est arrosée par la rivière Bystrytsia Solotvynska (Бистриця Солотвинська). Elle se trouve à 18 km au sud-ouest d'Ivano-Frankivsk, la capitale administrative de l'oblast.

## Histoire
La première mention de Bohorodtchany dans un document écrit remonte à l'année 1441. Elle fit partie de la Galicie autrichienne de 1774 à 1918 et fut un chef-lieu de district à partir de 1854 (nommée alors Bohorodczan). Elle est rattachée à la Pologne en 1921 après une guerre avec la Russie soviétique (Paix de Riga).
Après la signature du Pacte germano-soviétique, elle fut brièvement rattachée à l'Union soviétique, comme toute la région, et élevée au statut de commune urbaine. Pendant la Seconde Guerre mondiale, Bohorodtchany fut occupée par l'Allemagne nazie du 27 juin 1941 au 28 juillet 1944. Lors de cette occupation, la population juive locale est assassinée lors d'exécutions de masse perpétrées dans un cimetière de la ville.
Après la guerre, elle redevint soviétique et fut rattachée à la république socialiste soviétique d'Ukraine. Depuis 1991, elle fait partie de l'Ukraine indépendante.

## Population
Recensements (*) ou estimations de la population :
| 1959* | 1970* | 1979* | 1989* | 2001* | 2009  | 2010  | 2011  |
| ----- | ----- | ----- | ----- | ----- | ----- | ----- | ----- |
| 2 822 | 2 706 | 4 332 | 6 699 | 7 611 | 7 686 | 7 873 | 7 916 |

| 2012  | 2013  | 2014  | 2015  | 2016  | 2017  | 2018  | 2019  |
| ----- | ----- | ----- | ----- | ----- | ----- | ----- | ----- |
| 7 852 | 7 872 | 7 852 | 7 847 | 7 971 | 7 928 | 8 080 | 8 222 |

| 2021  | - | - | - | - | - | - | - |
| ----- | - | - | - | - | - | - | - |
| 8 235 | - | - | - | - | - | - | - |

### Personnalité lié au village
- Oleksa Hirnyk (1912-1978), un dissident soviétique.

## Lieux d’intérêt

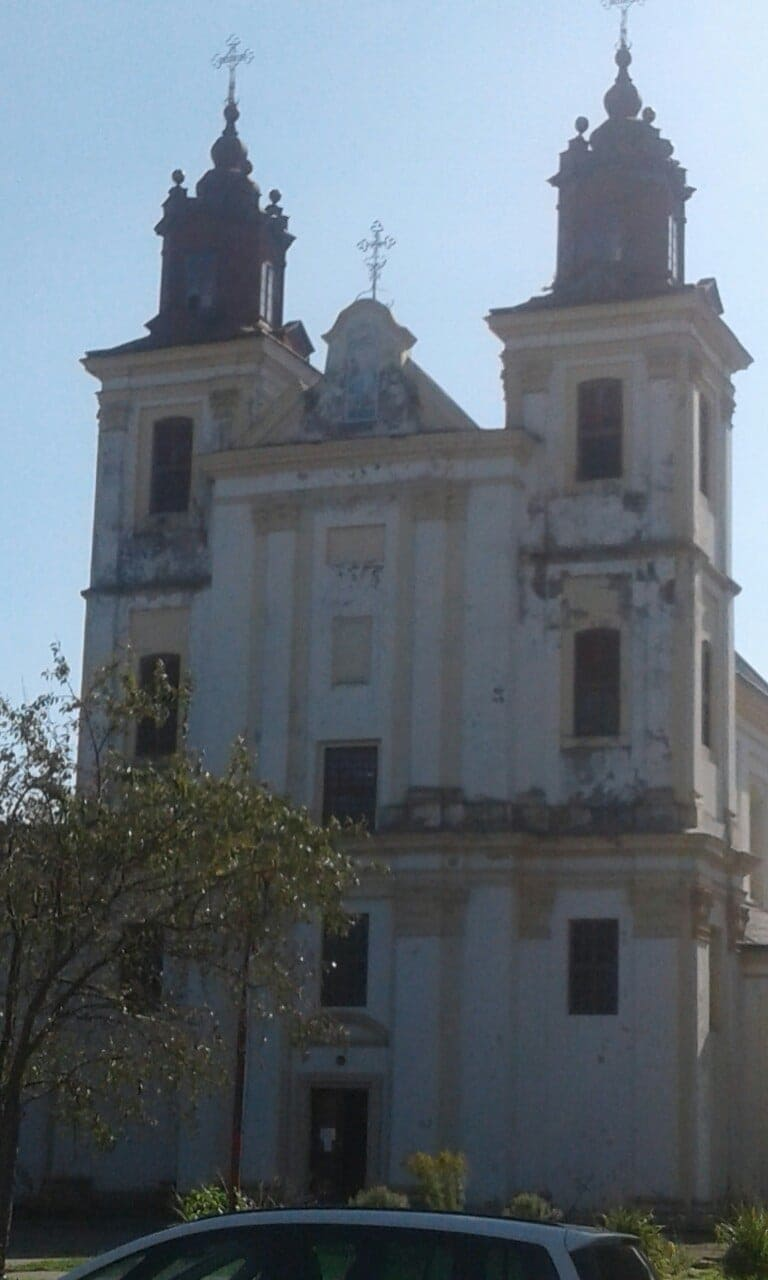
L'église saint-Pierre et saint-Paul, classée[5],
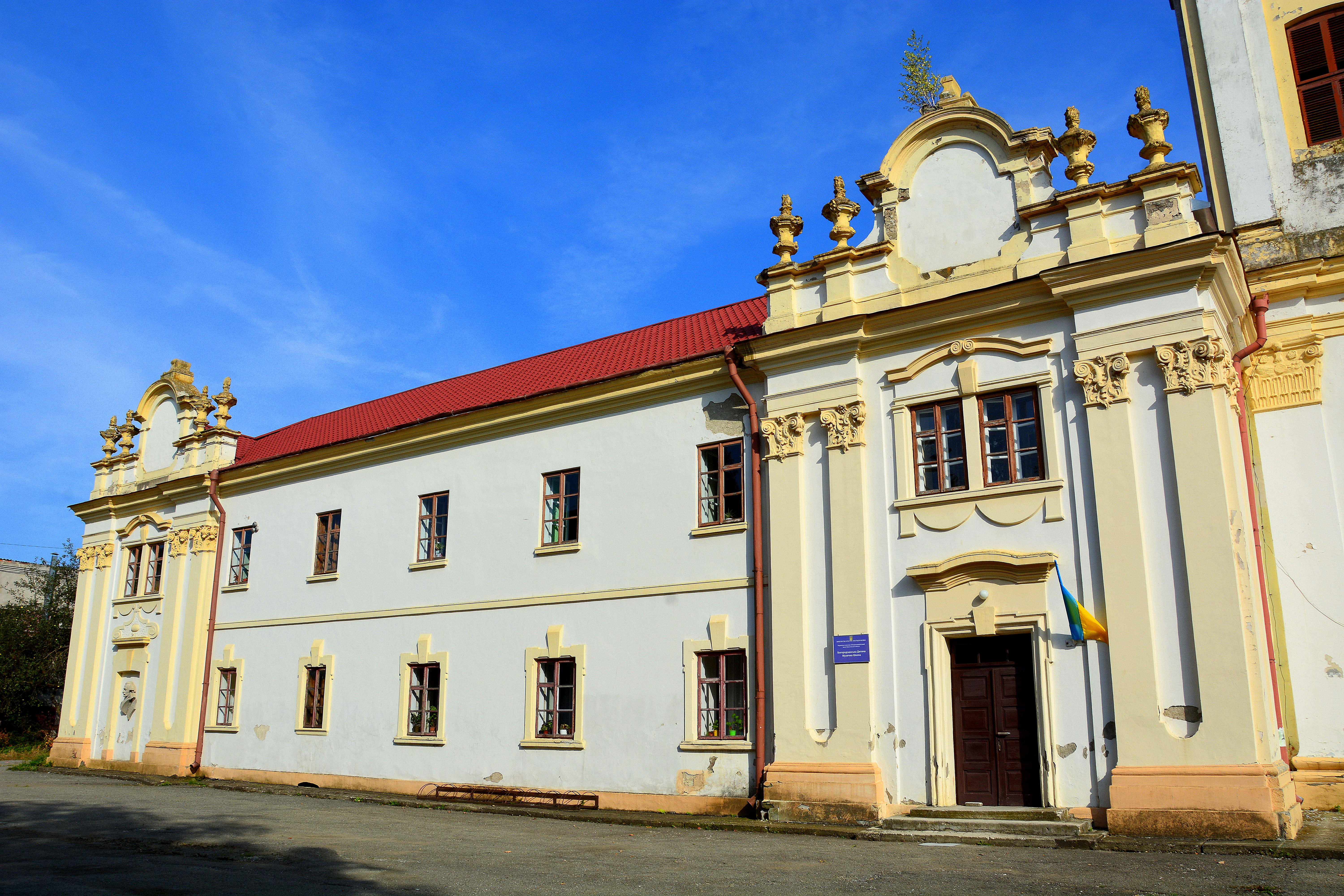
les cellules monacales, classées[6],
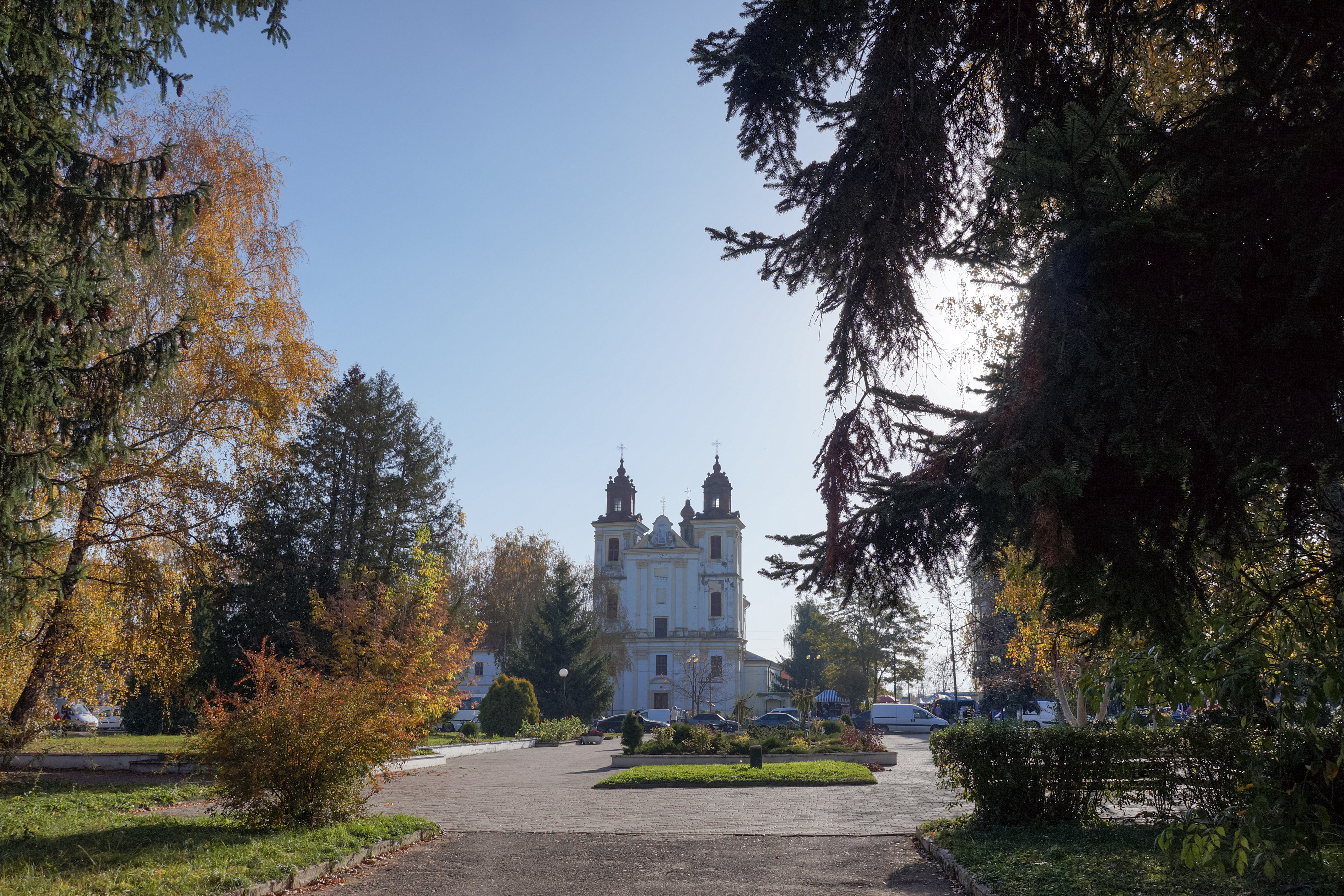
de l'ancien monastère dominicain, classé[7],[8],
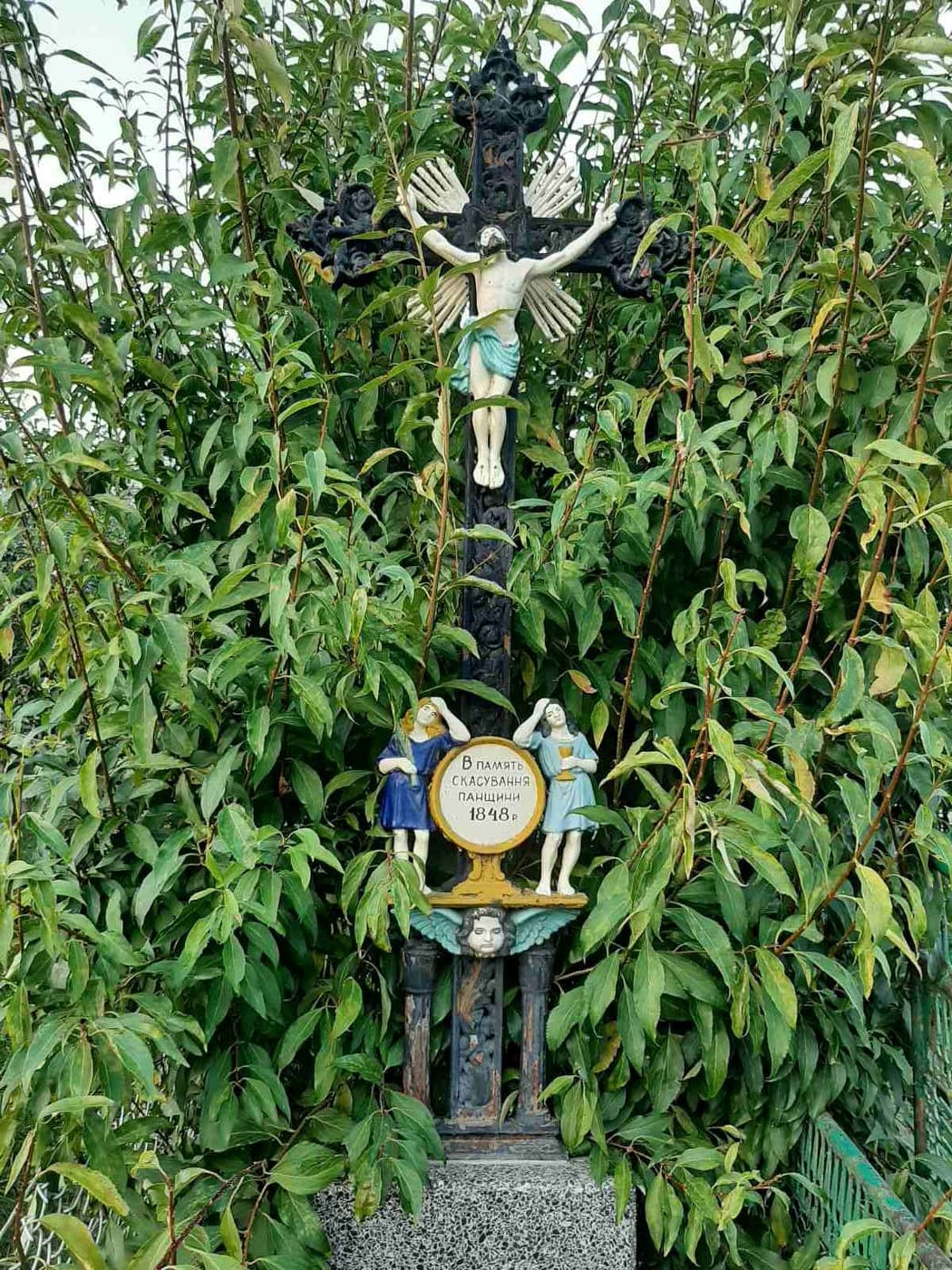
monument à l'abolition du servage classé